# Ласло Мађар
Ласло Мађар, изворно: (Magyar László) био је историчар, књижевник и архивист (Хајдуково, 3. јун 1937 – Торонто, 10. јун 1998). По звању је професор немачког језика. Радио је као наставник у Хајдукову и Бачким Виноградима (1964–1975), а од 1975. до 1998. као архивиста у суботичком Историјском архиву. Бавио се истраживачким радом и објавио је више од 300 књига, научних радова, и чланака у домаћим и иностраним издањима на српском, хрватском, немачком, енглеском језику и есперанту. За свој рад је награђен признањем "Ференц Бодрогвари" (Суботица 1991) и наградом "Про урба" (Суботица 1998).

### Књиге
- Илустрована историја Суботице (Szabadka képes történelme).  978-86-83865-02-4.
- Палићке шетње (Palicsi séták).  978-86-83201-07-5.
- Занатство у Суботици крајем XVII и поткрај XVIII века, Минерва Суботица. (1995)  978-86-901243-2-9.
- , Форум. (1994)  978-86-323-0390-4.
- , Логос. (2005)  978-86-84699-24-6.
- , Студио Браво. (2005)  978-86-82147-66-4.
- , Студио Браво. (2003)  978-86-82147-56-5.
- , Студио Браво. (2001)  978-86-82147-42-8.

### Најзначајнији чланци
- Суботица вековима : 1391-1991
- Изградња железничке пруге Сегедин - Суботица (1864—1869)
- Развој града и његова архитектура
- Оснивање Више трговинске школе у Суботици (1907)
- Називи места и становника суботичке нахије према попису из 1570. до 1578

## Награде и признања
- 1991. награда "др Ференц Бодрогвари
- 1998. награда "Про урба"